# 앤드리 위즈덤
앤드리 알렉산더 샤킬 위즈덤(Andre Alexander Shaquille Wisdom, 1993년 5월 9일 ~ )은 잉글랜드의 축구 선수이다. 포지션은 센터백, 라이트 백이다.